# Franck Hourcade
Franck „Francky” Hourcade (ur. 1969, zm. 8 sierpnia 2008, w Lourdes) – amator gry w petanque, jedyna ofiara śmiertelna w historii tej dyscypliny.
Franck Hourcade był trenerem amatorskiej drużyny rugby w Adé koło Lourdes pracował również jako specjalista do spraw promocji regionalnego lotniska Tarbes-Lourdes-Pyrénées. Poprzez nieuwagę i nieszczęśliwy zbieg okoliczności stał się pierwszą i jak dotąd jedyną ofiarą śmiertelną gry w petankę od początku jej historii w roku 1907.
Do wypadku doszło w piątek wieczorem, 8 sierpnia 2008, podczas amatorskiego meczu petanque na terenie klubu rugby. W trakcie jednej z rozgrywek „Francky” podszedł, by zobaczyć układ bul wokół świnki. W tym czasie jego partner z drużyny rzucił swoją bulę i trafił go w głowę. Ciężko ranny Hourcade pierwszą pomoc otrzymał od obecnych na miejscu strażaków z Lourdes. Zmarł z powodu odniesionych ran w szpitalu w Lourdes. 
Franck Hourcade umierając w wieku 39 lat zostawił dwoje dzieci, Pauline i Bastien, oraz żonę Chantal, zatrudnioną przy obsłudze Sanktuarium Matki Bożej w Lourdes.